# Masarykova (Plzeň)
Masarykova je ulice v městské čtvrti Doubravka v Plzni. Spojuje Rokycanskou třídu se Zábělskou ulicí. Pojmenována je podle prvního československého prezidenta T. G. Masaryka. Za první republiky nesla název Jana Amose Komenského, za německé okupace ulice nesla název Svatojirská třída, za komunistického režimu nesla název po městě Leningradu. Za doby bronzové se na území Masarykovy ulice a některých ulic přilehlých rozprostíralo rozsáhlé mohylové pohřebiště. Ze západu do ulice vstupují ulice Těšínská, Partyzánská, V Malé Doubravce, Opavská, Moravská, Slezská, V Homolkách, Skalní, Sadová a Poštovní, z východu Na Dlouhých, Družby, Smrková, Třešňová, Borová, Školní a Na Kovárně. Masarykovu ulici kříží Mohylová ulice. Autobusová linka č. 29 ji obsluhuje v celé její délce, linka 30 pouze ke stanici Poliklinika Doubravka. Trolejbusové linky 16, 17 a 18 ji obsluhují v úseku od křižovatky s Těšínskou ulicí do křižovatky se Zábělskou ulicí. Obsluhována je zastávkami: Opavská, Poliklinika Doubravka a Habrmannovo náměstí.

## Budovy, firmy a instituce
- poliklinika[7]
- lékárna
- Centrum Doubravka[8] s kavárnami, supermarketem, knihovnou[9] a lékárnou
- Divadlo Pluto[10]
- herny[11]
- bar
- restaurace
- pivnice

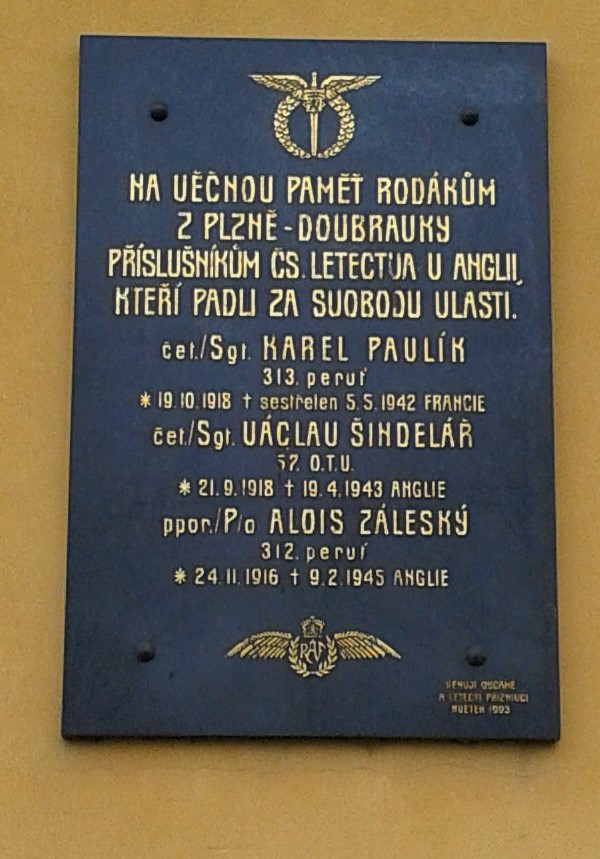
Pamětní deska na bývalé 6. základní škole